# Taboon
Taboon (arab. ‏طَابُون‎) – płaski chleb typowy dla niektórych krajów arabskich.
Chleb taboon to tradycyjne pieczywo pochodzące z Bliskiego Wschodu, szczególnie popularne w Palestynie, Jordanii i Izraelu. Nazwa pochodzi od specjalnego pieca taboon, w którym jest wypiekany. Piec ten ma kształt kopuły i jest wykonany z gliny lub kamienia, co nadaje chlebowi niepowtarzalny aromat. Wypieka się go też w piecach tandoor.
Do jego przygotowania potrzebne są podstawowe składniki: mąka pszenna, woda pitna, drożdże i sól kuchenna.  Często dodaje się oliwę z oliwek, aby wzbogacić smak. Ciasto wyrabia się ręcznie, aż stanie się gładkie i elastyczne. Następnie formuje się je w płaskie, okrągłe placki o średnicy 20-30 cm. Placki pozostawia się do wyrośnięcia na około godzinę. Tradycyjnie piecze się je na rozgrzanych kamieniach w piecu taboon. Temperatura pieca może wynosić od 400 do 500°C, co zapewnia szybkie pieczenie. Dzięki temu chleb ma chrupiącą skórkę i miękki środek. W warunkach domowych można go upiec w piekarniku na kamieniu do pizzy.
Chleb taboon często podaje się z hummusem. Świetnie komponuje się z falafelami. Popularnym dodatkiem jest także baba ghanoush, pasta z pieczonego bakłażana. Często serwuje się go z grillowanym mięsem, np. kebabem. Niektórzy podają taboon z oliwkami i serem feta. Jest nieodłącznym elementem lewantyńskiej kuchni. Stanowi bazę do przygotowania musakhanu.

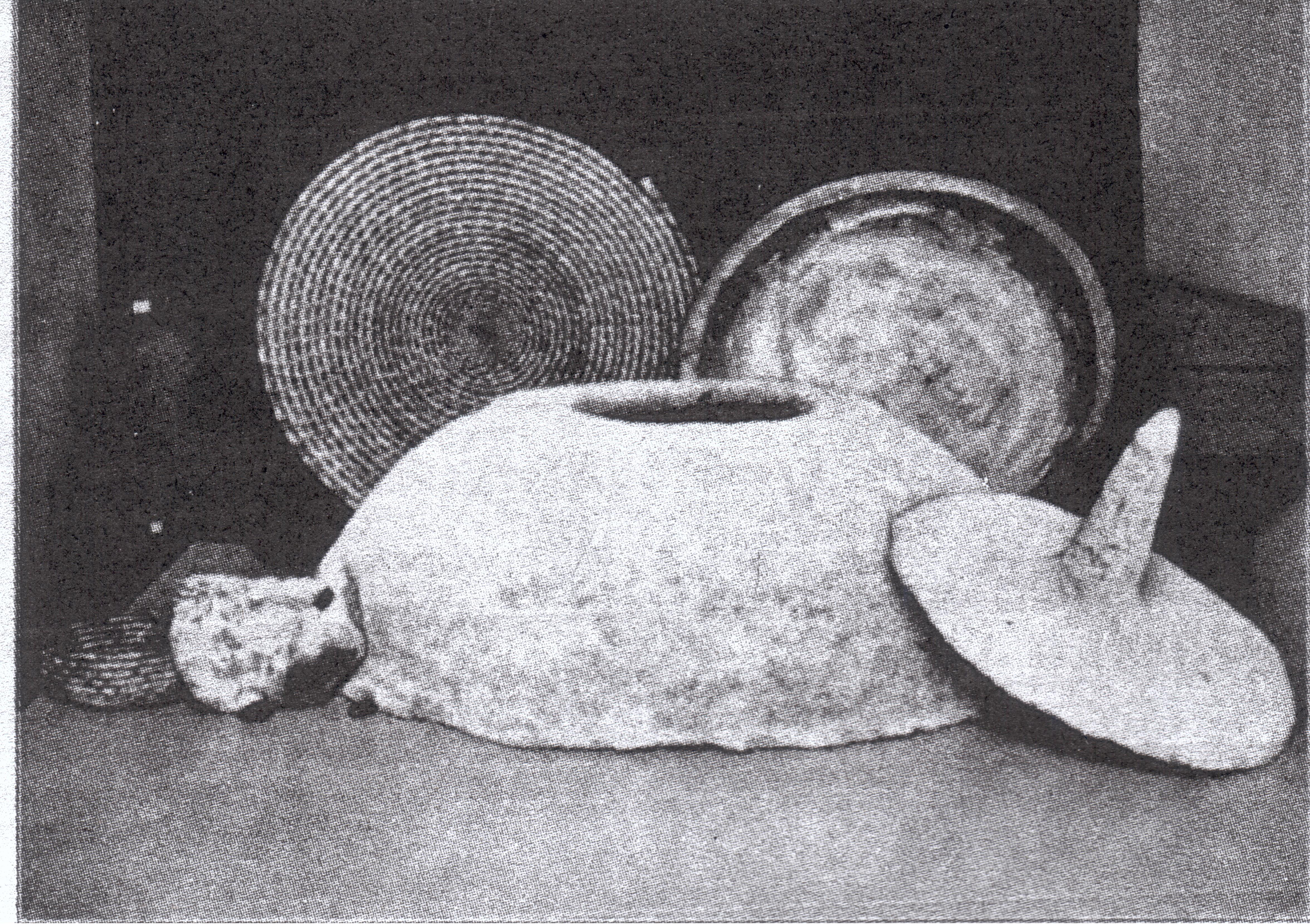
Piec taboon z pokrywką
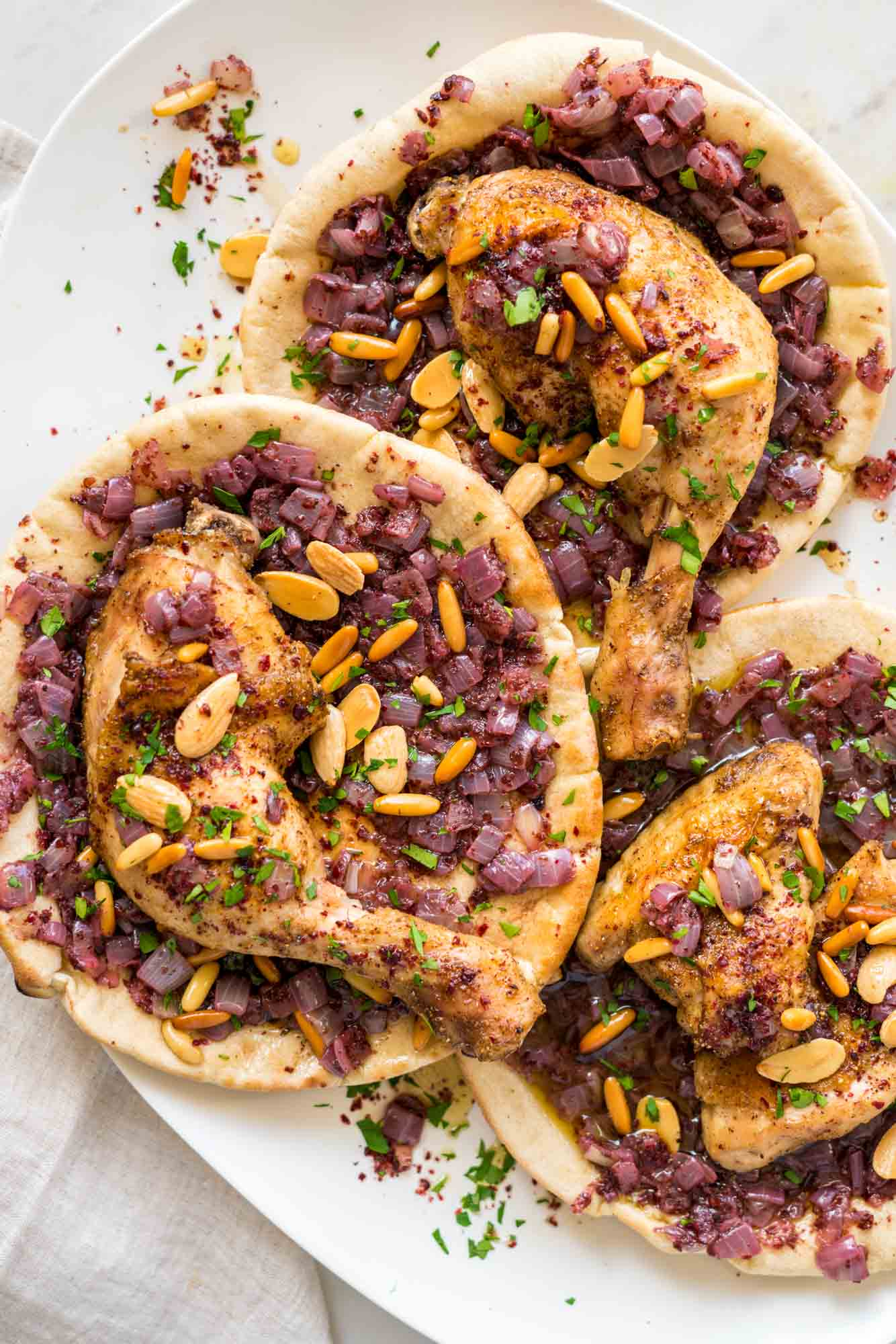
Musakhan na chlebie taboon